# フィラデルフィア自然科学アカデミー

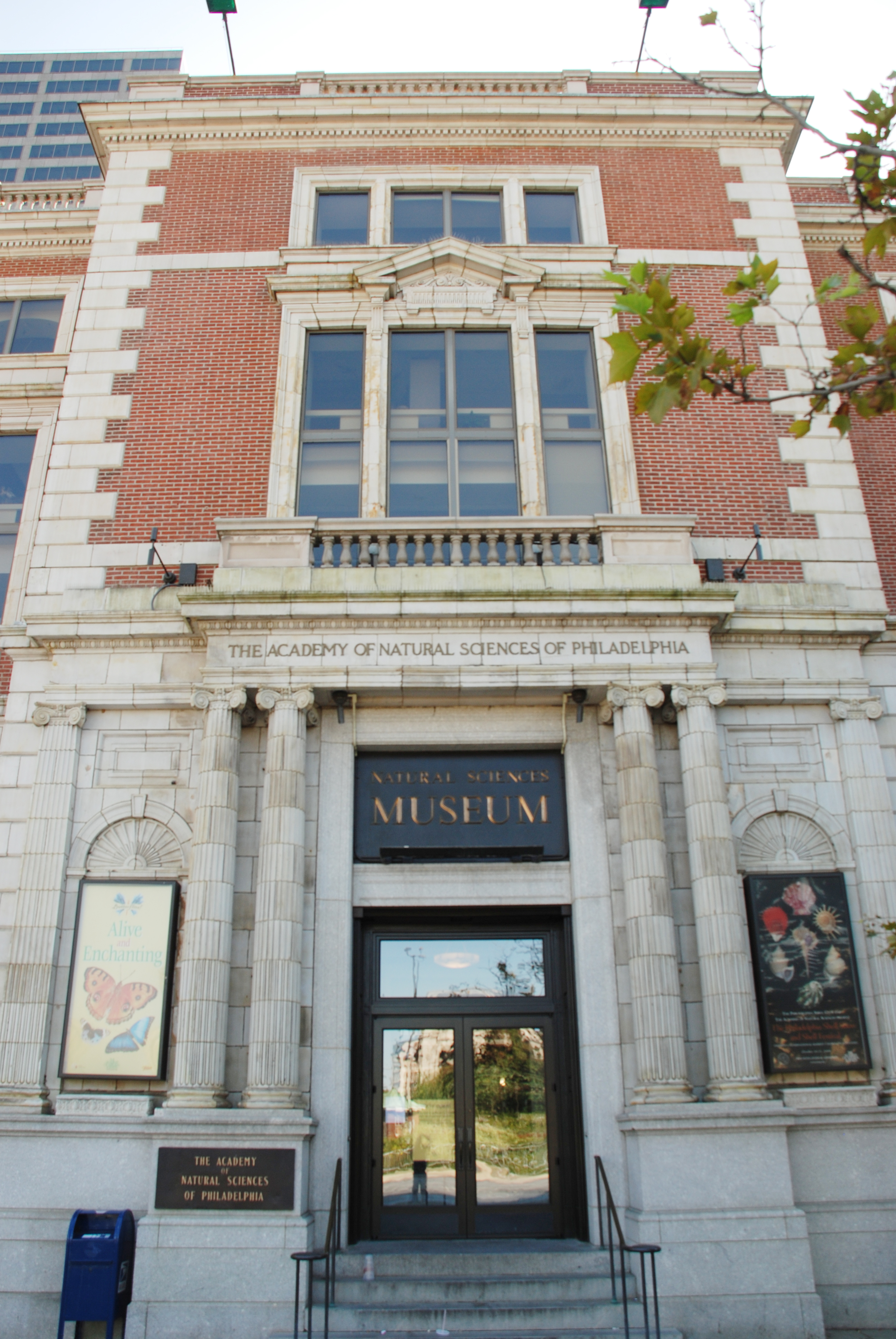

フィラデルフィア自然科学アカデミー（Academy of Natural Sciences of Philadelphia）は、1812年に設立された、アメリカ合衆国の最古の科学研究機関、博物館である。2011年にドレクセル大学と提携して、名称変更され、ドレクセル大学の自然科学アカデミー（Academy of Natural Sciences of Drexel University）となった
。多くの科学調査探検を運営、後援した。博物館はフィラデルフィアのBenjamin Franklin Parkwayにあり、千七百万点以上の博物学標本を収蔵しており、1828年から一般公開された。

## 歴史
アメリカ合衆国の独立後の数十年の間、フィラデルフィアはアメリカ合衆国の文化、商業の中心地であった。文化の面では歴史上の重要な文書を収集したライブラリ・カンパニー（Library Company of Philadelphia）やアメリカ哲学協会（American Philosophical Society）がフィラデルフィアにあった。ヨーロッパ各国で科学アカデミーの活動が活発になるのを受けて、1812年の冬、アメリカ合衆国の科学の振興のために原型が作られ、1817年4月にフィラデルフィア自然科学アカデミーの名前で組織された
。初期のアカデミーの活動に貢献したのは、スコットランド生まれのの実業家、地質学者のウィリアム・マクルールで、ヨーロッパから科学者を招き、アカデミーの博物学的調査探検の資金を調達した。アメリカ合衆国の初期の科学研究の中心となり、初期の会員は、アメリカの開拓地に博物学標本を収集するために旅した。有名な初期の会員・収集家にはウィリアム・バートラム、ジョン・ゴズマン、リチャード・ハーラン、シャルル・アレクサンドル・ルスール、ティティアン・ピール、チャールズ・ピカリング、トーマス・セイ、アレクサンダー・ウィルソンらがいる。フィラデルフィア在住でない、トーマス・ジェファーソンやジョン・エドワード・ホルブルックやイギリスのトーマス・ナトール、リチャード・オーウェン、フランスのジョルジュ・キュヴィエやベルリンのアレクサンダー・フォン・フンボルトもアカデミーの初期の通信会員となった。
その後、会員を務めた有名な人物にはジョン・ジェームズ・オーデュボン、チャールズ・S・ボイヤー、ジョン・カシン、エドワード・ドリンカー・コープ、エズラ・タウンゼント・クレソン、フェルディナンド・ヴァンデヴィア・ヘイデン、アイザック・リー、ジョン・ローレンス・ルコンテ、ジョゼフ・ライディ、サミュエル・モートン、ジョージ・オード、ジェームズ・レーンらがいて、通信会員にはチャールズ・ダーウィン、エイサ・グレイ、トマス・ヘンリー・ハクスリーらもいた。
新会員は2人の会員の推薦を受けて、残りの会員の同意で選ばれるシステムであったが、この制度は1924年に廃止された。20世紀に入ると博物館としての機能が主となり、アカデミーの研究部門で学芸員などを務めた次のような研究者の業績が知られている。研究者には、ジェームズ・ボールケ、 ジェームズ・ボンド、ヘンリー・ウィード・ファウラー、ルース・パトリック、ヘンリー・ピルスブリー、ウィトマー・ストーンらがいる。

## 博物標本など
膨大な博物標本等を有しているのが、フィラデルフィア自然科学アカデミーの特徴で、1700万点以上の生物標本、数十万冊の、学術雑誌、図版、写真、歴史資料があり、個人コレクションの寄付や購入、アカデミーが支援した採集探検の成果やアカデミーの職員として働いた科学者たちによる収集によって充実したものになった。19世紀末にはアメリカ哲学協会の博物標本もフィラデルフィア自然科学アカデミーに移された。
保管されている古い博物標本は20世紀後半からの分子系統学などの分類の見直しのための貴重な資料を提供することになった。